# Municipio de Cote Sans Dessein
El municipio de Cote Sans Dessein (en inglés: Cote Sans Dessein Township) es un municipio ubicado en el condado de Callaway en el estado estadounidense de Misuri. En el año 2010 tenía una población de 1122 habitantes y una densidad poblacional de 8,87 personas por km².

## Geografía
El municipio de Cote Sans Dessein se encuentra ubicado en las coordenadas 38°37′48″N 91°59′22″O / 38.63000, -91.98944. Según la Oficina del Censo de los Estados Unidos, el municipio tiene una superficie total de 126.46 km², de la cual 121.93 km² corresponden a tierra firme y (3.59%) 4.54 km² es agua.

## Demografía
Según el censo de 2010, había 1122 personas residiendo en el municipio de Cote Sans Dessein. La densidad de población era de 8,87 hab./km². De los 1122 habitantes, el municipio de Cote Sans Dessein estaba compuesto por el 95.99% blancos, el 0.98% eran afroamericanos, el 0.71% eran amerindios, el 0.09% eran asiáticos, el 0.53% eran isleños del Pacífico, el 0.53% eran de otras razas y el 1.16% pertenecían a dos o más razas. Del total de la población el 1.16% eran hispanos o latinos de cualquier raza.